# Aérodrome de Wekweètì
L'aérodrome de Wekweètì (code IATA : YFJ • code OACI : CYWE • TC LID : CFJ7), anciennement connu sous Snare Lake Airport, est situé 5 km à l'est de Wekweètì, Territoires du Nord-Ouest, au Canada.

## Compagnies aériennes et destinations
| Compagnies | Destinations |
| ---------- | ------------ |
| Air Tindi  | Yellowknife  |